# Sân bay Mekane Selam
Sân bay Mekane Selam (IATA: MKS, ICAO: HAMA) là một sân bay ở Mekane Selam, Ethiopia.